# Lista över UN-nummer 1301 till 1400
Det här är en lista över UN-nummer 1301 till 1400.

## UN 1301 till 1400[1]
| UN-nummer | Klass | Namn |
| --------- | ----- | --- |
| UN 1301   | 3     | Vinylacetat, stabiliserad |
| UN 1302   | 3     | Vinyletyleter, stabiliserad                                                                                                   |
| UN 1303   | 3     | Vinylidenklorid, stabiliserad                                                                                                 |
| UN 1304   | 3     | Vinylisobutyleter, stabiliserad                                                                                               |
| UN 1305   | 3     | Vinyltriklorsilan, stabiliserad                                                                                               |
| UN 1306   | 3     | Träimpregneringsmedel, flytande                                                                                               |
| UN 1307   | 3     | Xylener |
| UN 1308   | 3     | Zirkonium uppslammat i brandfarlig vätska                                                                                     |
| UN 1309   | 4.1   | Aluminiumpulver, ytbelagt |
| UN 1310   | 4.1   | Ammoniumpikrat, fuktad med minst 10 vikt-% vatten.                                                                            |
| UN 1312   | 4.1   | Borneol |
| UN 1313   | 4.1   | Kalciumresinat |
| UN 1314   | 4.1   | Kalciumresinat, nedsmält |
| UN 1318   | 4.1   | Koboltresinat, utfälld |
| UN 1320   | 4.1   | Dinitrofenol, fuktad med minst 15 vikt-% vatten                                                                               |
| UN 1321   | 4.1   | Dinitrofenolater, fuktade med minst 15 vikt-% vatten                                                                          |
| UN 1322   | 4.1   | Dinitroresorcinol, fuktad med minst 15 vikt-% vatten                                                                          |
| UN 1323   | 4.1   | Ferrocerium |
| UN 1324   | 4.1   | Filmer på nitrocellulosabas, gelatinerade, ej rester                                                                          |
| UN 1325   | 4.1   | Brandfarligt fast ämne, organiskt, n.o.s.                                                                                     |
| UN 1326   | 4.1   | Hafniumpulver, fuktat med minst 25 vikt-% vatten.                                                                             |
| UN 1327   | 4.1   | Hö, halm eller bhusa |
| UN 1328   | 4.1   | Hexametylentetramin |
| UN 1330   | 4.1   | Manganresinat |
| UN 1331   | 4.1   | Tändstickor, "strike anywhere"                                                                                                |
| UN 1332   | 4.1   | Metaldehyd |
| UN 1333   | 4.1   | Cerium, plattor, tackor, stänger                                                                                              |
| UN 1334   | 4.1   | Naftalen, rå eller naftalen, ren                                                                                              |
| UN 1336   | 4.1   | Nitroguanidin (pikrit), fuktad med minst 20 vikt-% vatten.                                                                    |
| UN 1337   | 4.1   | Nitrostärkelse, fuktad med minst 20 vikt-% vatten                                                                             |
| UN 1338   | 4.1   | Fosfor, amorf |
| UN 1339   | 4.1   | Fosforheptasulfid (kemisk formel P4S7), fri från gul och vit fosfor                                                           |
| UN 1340   | 4.3   | Fosforpentasulfid, (kemisk formel P2S5) fri från gul och vit fosfor                                                           |
| UN 1341   | 4.1   | Fosforseskvisulfid (kemisk formel P4S3) fri från gul och vit fosfor                                                           |
| UN 1343   | 4.1   | Fosfortrisulfid (kemisk formel P4S6) fri från gul och vit fosfor                                                              |
| UN 1344   | 4.1   | Trinitrofenol (pikrinsyra), fuktad med minst 30 vikt-% vatten.                                                                |
| UN 1345   | 4.1   | Gummirester, malet, eller gummishoddy, pulvriserad eller granulerad                                                           |
| UN 1346   | 4.1   | Kiselpulver, amorft |
| UN 1347   | 4.1   | Silverpikrat, fuktad med minst 30 vikt-% vatten                                                                               |
| UN 1348   | 4.1   | Natriumdinitro-o-kresolat, fuktad med minst 15 vikt-% vatten.                                                                 |
| UN 1349   | 4.1   | Natriumpikramat, fuktad med minst 20 vikt-% vatten.                                                                           |
| UN 1350   | 4.1   | Svavel (även svavelblomma) |
| UN 1352   | 4.1   | Titanpulver, fuktad med minst 25 vikt-% vatten.                                                                               |
| UN 1353   | 4.1   | Fibrer, impregnerade med lågnitrerad nitrocellulosa n.o.s. eller vävnader, impregnerade med lågnitrerad nitrocellulosa n.o.s. |
| UN 1354   | 4.1   | Trinitrobensen, fuktad med minst 30 vikt-% vatten                                                                             |
| UN 1355   | 4.1   | Trinitrobensoesyra, fuktad med minst 30 vikt-% vatten.                                                                        |
| UN 1356   | 4.1   | Trinitrotoluen, fuktad med minst 30 vikt-% vatten.                                                                            |
| UN 1357   | 4.1   | Ureanitrat, fuktad med minst 20 vikt-% vatten                                                                                 |
| UN 1358   | 4.1   | Zirkoniumpulver, fuktat med minst 25 vikt-% vatten.                                                                           |
| UN 1360   | 4.3   | Kalciumfosfid |
| UN 1361   | 4.2   | Kol eller kimrök, animaliskt eller vegetabiliskt ursprung.                                                                    |
| UN 1362   | 4.2   | Aktivt kol |
| UN 1363   | 4.2   | Kopra |
| UN 1364   | 4.2   | Bomullsrester, oljiga |
| UN 1365   | 4.2   | Bomull, fuktad |
| UN 1366   | 4.2   | Dietylzink |
| UN 1369   | 4.2   | p-Nitrosodimetylanilin |
| UN 1370   | 4.2   | Dimetylzink |
| UN 1372   | 4.2   | Fibrer av animaliskt ursprung eller fibrer av vegetabiliskt ursprung, brända, våta eller fuktiga                              |
| UN 1373   | 4.2   | Fibrer eller vävnader, animaliska, vegetabiliska eller syntetiska, n.o.s., impregnerade med olja.                             |
| UN 1374   | 4.2   | Fiskmjöl (fiskrester), instabilt                                                                                              |
| UN 1376   | 4.2   | Järnoxid, förbrukad eller järnsvamp, förbrukad, från kolgasrening                                                             |
| UN 1378   | 4.2   | Metallkatalysator, fuktad, med synligt överskott av vätska                                                                    |
| UN 1379   | 4.2   | Papper, behandlar med omättad olja, otillräckligt torkat (inkl karbonpapper)                                                  |
| UN 1380   | 4.2   | Pentaboran |
| UN 1381   | 4.2   | Fosfor, vit eller gul, i vatten eller i lösning                                                                               |
| UN 1382   | 4.2   | Kaliumsulfid, vattenfri eller kaliumsulfid med mindre än 30 % kristallvatten                                                  |
| UN 1383   | 4.2   | Pyrofor metall, n.o.s. eller pyrofor legering, n.o.s.                                                                         |
| UN 1384   | 4.2   | Natriumditionit (natriumhydrosulfit)                                                                                          |
| UN 1385   | 4.2   | Natriumsulfid, vattenfri eller natriumsulfid med mindre än 30 % kristallvatten                                                |
| UN 1386   | 4.2   | Frökakor, som innehåller mer än 1,5 vikt-% olja och högst 11 vikt-% fukt                                                      |
| UN 1387   | 4.2   | Ylleavfall, vått |
| UN 1389   | 4.3   | Alkalimetallamalgam, flytande                                                                                                 |
| UN 1390   | 4.3   | Alkalimetallamider |
| UN 1391   | 4.3   | Alkalimetalldispersion eller dispersion av alkaliska jordartsmetaller                                                         |
| UN 1392   | 4.3   | Amalgam av alkaliska jordartsmetaller                                                                                         |
| UN 1393   | 4.3   | Legeringar av alkaliska jordartsmetaller, n.o.s.                                                                              |
| UN 1394   | 4.3   | Aluminiumkarbid |
| UN 1395   | 4.3   | Aluminiumkiseljärnpulver |
| UN 1396   | 4.3   | Aluminiumpulver, ej ytbelagt                                                                                                  |
| UN 1397   | 4.3   | Aluminiumfosfid |
| UN 1398   | 4.3   | Aluminiumkiselpulver, ej ytbelagt                                                                                             |
| UN 1400   | 4.3   | Barium |